# Jakaba (Upper River Region)
Jakaba (Schreibvariante: Jababa) ist eine Ortschaft im westafrikanischen Staat Gambia.
Nach einer Berechnung für das Jahr 2013 leben dort etwa 619 Einwohner, das Ergebnis der letzten veröffentlichten Volkszählung von 1993 betrug 424.

## Geographie
Jakaba liegt in der Upper River Region, Distrikt Sandu. Der Ort liegt rund 1,4 Kilometer nordwestlich von Missira entfernt.